# 知利別町
知利別町（ちりべつちょう）は北海道室蘭市の地名。知利別町一丁目から四丁目の町がある。住居表示実施済み。郵便番号は050-0076。かつて同名の字が存在した。

## 地理
室蘭市の東部に位置し、北に天神町、東に高砂町、東から南東に宮の森町、南に中島町、南西から西に中島本町と接する。

### 河川
- 二級河川 知利別川

## 地域の特徴
室蘭市の都市計画マスタープランでは蘭東地域に属する。
西側の丘陵地帯と東側の楽山に挟まれた地域で、中央部から知利別川が南西流する。町域中央および西側の丘陵地帯を北海道道107号室蘭環状線が縦断する。町域の南東からは北海道道919号中央東線が北西に走り、道道107号室蘭環状線に接続する。
日本製鉄の社宅を中心として発達した住宅街で、南から順に一丁目から四丁目が並んでいる。
一丁目に製鉄記念室蘭病院，室蘭市立桜蘭中学校、二丁目に室蘭めばえ幼稚園，室蘭市知利別集会所，楽山ケ丘自治会会館，稲荷神社、三丁目に室蘭知利別郵便局などがある。

## 歴史
江戸期は森林地帯で、1881年（明治14年）、仙台藩支藩の角田藩主石川邦光の実弟石川俊在が30戸で入植した土地という。1938年（昭和13年）以降は日鉄輪西製作所（現日本製鉄）が社宅を建設しはじめ、1957年（昭和32年）頃には町内人口の6割がその家族であったという。
一丁目にある桜蘭中学校はかつて蘭東中学校という名前だったが、2013年（平成25年）、中島町二丁目にあった向陽中学校と統合して名称変更した。

### 地名の由来
アイヌ語のチㇽ・ペッ（cir-pet）でそれぞれ鳥・川を表す。昔は数万の鴨が川に群集して真っ黒に見えるほどだったという。

### 沿革
- 1929年（昭和4年）10月16日 - 字名改正により輪西村（大字）の一部が知利別町（字）となり、輪西村（大字）を廃止[7][8]。
- 1963年（昭和38年）5月1日 - 知利別町一丁目 - 三丁目新設[7][9][8]。
- 1967年（昭和42年）7月1日 - 知利別町四丁目新設[7][8]。
- 1981年（昭和56年）2月1日 - 知利別町一丁目の一部が中島本町三丁目に編入[10]。

### 町名の変遷
| 実施内容          | 実施年月日                | 実施後         | 実施前                                                            |
| ----------------- | ------------------------- | -------------- | ----------------------------------------------------------------- |
| 字名改正          | 1929年（昭和4年）10月16日 | 知利別町（字） | 輪西村（大字）の小字、 チリベツ，熊谷，八丁平，天神山，奥ワシベツ |
| 町名新設 住居表示 | 1963年（昭和38年）5月1日  | 知利別町一丁目 | 中島町（字），知利別町（字）の各一部                              |
| 町名新設 住居表示 | 1963年（昭和38年）5月1日  | 知利別町二丁目 | 中島町（字），知利別町（字）の各一部                              |
| 町名新設 住居表示 | 1963年（昭和38年）5月1日  | 知利別町三丁目 | 中島町（字），知利別町（字）の各一部                              |
| 町名新設 住居表示 | 1967年（昭和42年）7月1日  | 知利別町四丁目 | 中島町（字），知利別町（字）の各一部                              |

## 世帯数と人口
2023年（令和5年）12月31日現在（室蘭市発表）の世帯数と人口は以下の通りである。
| 町             | 世帯数    | 人口    |
| -------------- | --------- | ------- |
| 知利別町一丁目 | 369世帯   | 665人   |
| 知利別町二丁目 | 855世帯   | 1,586人 |
| 知利別町三丁目 | 337世帯   | 753人   |
| 知利別町四丁目 | 409世帯   | 1,226人 |
| 計             | 1,970世帯 | 4,230人 |

### 人口の変遷
国勢調査による人口の推移。
| 1995年（平成7年）  | 4,090人 | [ 11 ] |  |
| 2000年（平成12年） | 3,823人 | [ 12 ] |  |
| 2005年（平成17年） | 3,728人 | [ 13 ] |  |
| 2010年（平成22年） | 4,099人 | [ 14 ] |  |
| 2015年（平成27年） | 4,137人 | [ 15 ] |  |
| 2020年（令和2年）  | 4,119人 | [ 16 ] |  |

### 世帯数の変遷
国勢調査による世帯数の推移。
| 1995年（平成7年）  | 1,579世帯 | [ 11 ] |  |
| 2000年（平成12年） | 1,511世帯 | [ 12 ] |  |
| 2005年（平成17年） | 1,534世帯 | [ 13 ] |  |
| 2010年（平成22年） | 1,704世帯 | [ 14 ] |  |
| 2015年（平成27年） | 1,728世帯 | [ 15 ] |  |
| 2020年（令和2年）  | 1,746世帯 | [ 16 ] |  |

## 学区
市立小・中学校に通う場合、学区は以下の通りとなる。
| 町             | 街区           | 小学校               | 中学校             |
| -------------- | -------------- | -------------------- | ------------------ |
| 知利別町一丁目 | 全域           | 室蘭市立旭ヶ丘小学校 | 室蘭市立桜蘭中学校 |
| 知利別町二丁目 | 全域           | 室蘭市立旭ヶ丘小学校 | 室蘭市立桜蘭中学校 |
| 知利別町三丁目 | 全域           | 室蘭市立旭ヶ丘小学校 | 室蘭市立桜蘭中学校 |
| 知利別町四丁目 | 1 - 39番, 44番 | 室蘭市立旭ヶ丘小学校 | 室蘭市立桜蘭中学校 |
| 知利別町四丁目 | 40 - 43番      | 室蘭市立天神小学校   | 室蘭市立東明中学校 |

## 交通

### バス
地域を縦貫する北海道道107号室蘭環状線に道南バスがバス路線を運行している。

### 道路
- 北海道道107号室蘭環状線（都市計画道路3・3・211 中島中央通）
- 北海道道919号中央東線（都市計画道路3・4・219 寿橋通）

## 施設

### 役所・公的機関
- 知利別浄水場

### 公共施設
- 室蘭市知利別集会所
- 楽山ケ丘自治会会館

### 医療施設
- 製鉄記念室蘭病院

### 教育施設
- 室蘭市立桜蘭中学校
- 室蘭めばえ幼稚園

### 金融機関
- 室蘭知利別郵便局

### 公営住宅
- 市営知利別町団地

### 寺社
- 稲荷神社

### 公園
- 知利別公園
- 知利別町4丁目公園
- 知利別南公園
- バラ公園
- 楽山公園